# Burgstall Kleine Schwedenschanze
Der Burgstall Kleine Schwedenschanze ist eine abgegangene hochmittelalterliche Höhenburg im Landshuter Stadtteil Schönbrunn.
Die ehemalige Burganlage ist als Bodendenkmal mit der Nummer D-2-7439-0044 vom Bayerischen Landesamt für Denkmalpflege erfasst und wird als „Siedlung des Neolithikums sowie mittelalterlicher Burgstall "Kleine Schwedenschanze" mit verebnetem äußeren Befestigungsgraben“ beschrieben.

## Lage
Der Burgstall der Spornburg liegt bei 418 m ü. NN auf einer Lössinsel am rechten Hochufer des Isartals bei Schloss Schönbrunn in der Nähe der Flur Schweinbach.

## Geschichte und Name
Das Gelände der Burg war schon um 3500 v. Chr. in der späten Jungsteinzeit durch die Altheimer Kultur besiedelt, was durch Keramiken, Feuersteinsplittern, Lehm von Hütten etc. belegt ist.
Der Burgstall stammt aus der Zeit des Hochmittelalters, näheres ist nicht erforscht.
Die Kleine Schwedenschanze hieß früher auch „Pfarrertafel“. Der Name „Schwedenschanze“ stammt von der Annahme der Bevölkerung, der Burgstall hätte als Schutz oder Versteck vor den Schweden im Dreißigjährigen Krieg gedient oder die Anlage wäre von den Schweden verwüstet worden. Die Bezeichnung „klein“ erfolgte als Unterscheidung zum benachbarten Burgstall Große Schwedenschanze, der umfangreichere Ausmaße hat.

## Beschreibung
Die Anlage wird durch einen halbkreisförmigen 20 m breiten Graben als ovaler Kegel mit einem schwach gewölbten Plateau von 25 × 18 m Durchmesser von ansteigenden Isartalrand abgeschnitten. Die Außenhöhe des Grabens erreicht im Südwesten 8 m und im Nordosten nur 3 m. Der Graben läuft an beiden Seiten zum Isartal aus. Die Gesamtausdehnung der Anlage beträgt 80 m bei 60 m Breite. Auf dem Lößkegel des Plateaus wurden gemörtelte Ziegelmauerreste gefunden, ebenso neolithische Hornsteinpfeilspitzen und Gefäßscherben. Von der Burg ist nur noch der verebnete Wassergraben erhalten. An der Stelle des ehemaligen Bergfrieds steht heute ein Einfamilienhaus. Die nördliche Hälfte des Burgberges ist in das Isartal abgerutscht.
Ein noch erkennbarer, ehemaliger Weg, der sich am Hügelrand hinzieht, reicht bis zum Burgstall Große Schwedenschanze.